# Karl Ruß (Maler)

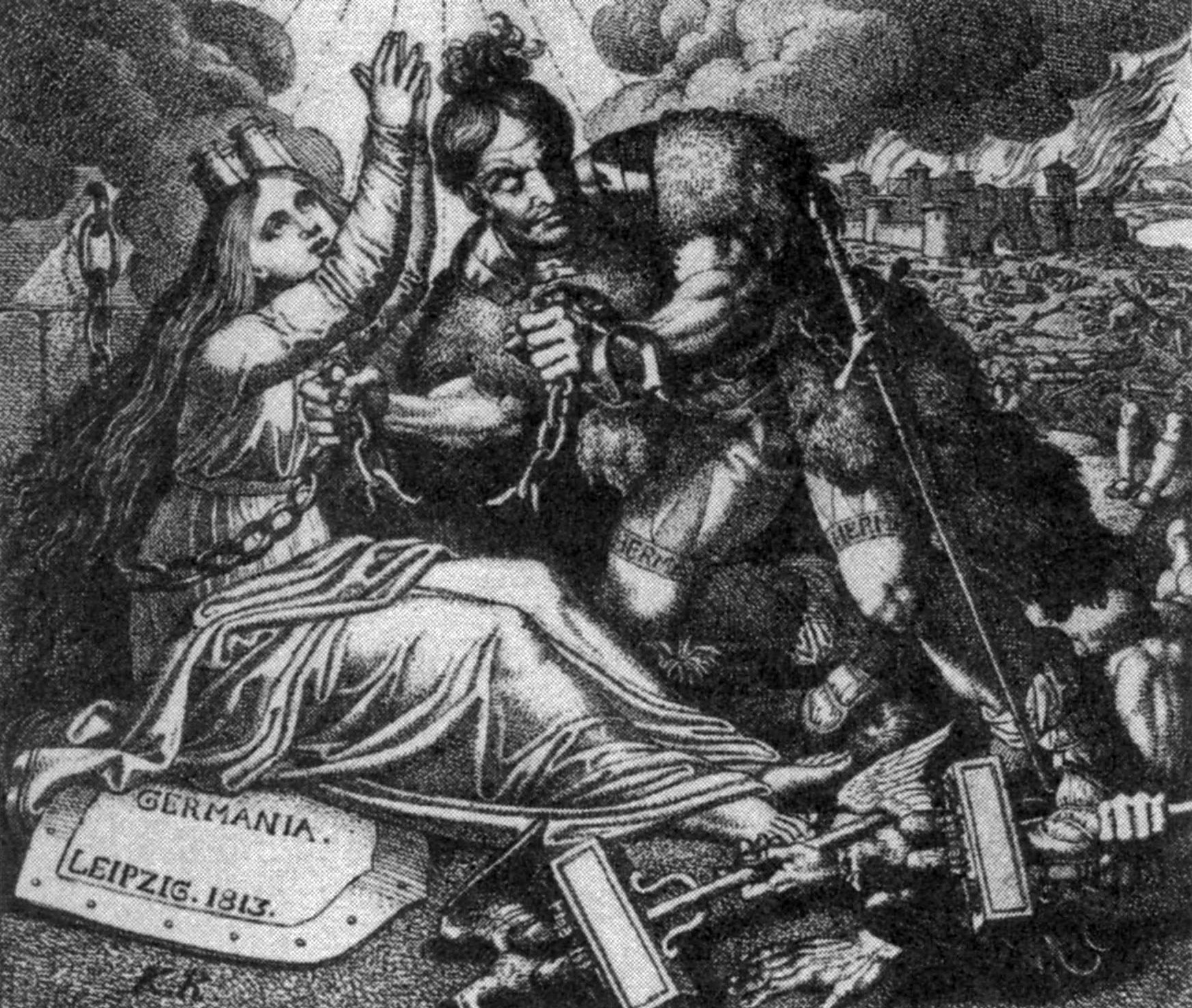
Hermann befreit Germania (1818)

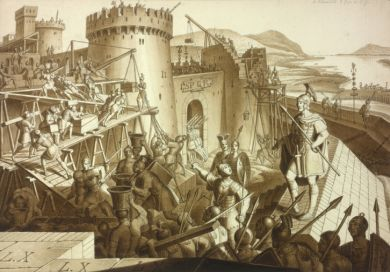
Die Römer errichten das Kastell Vindobona (Mitte 19. Jahrhundert)

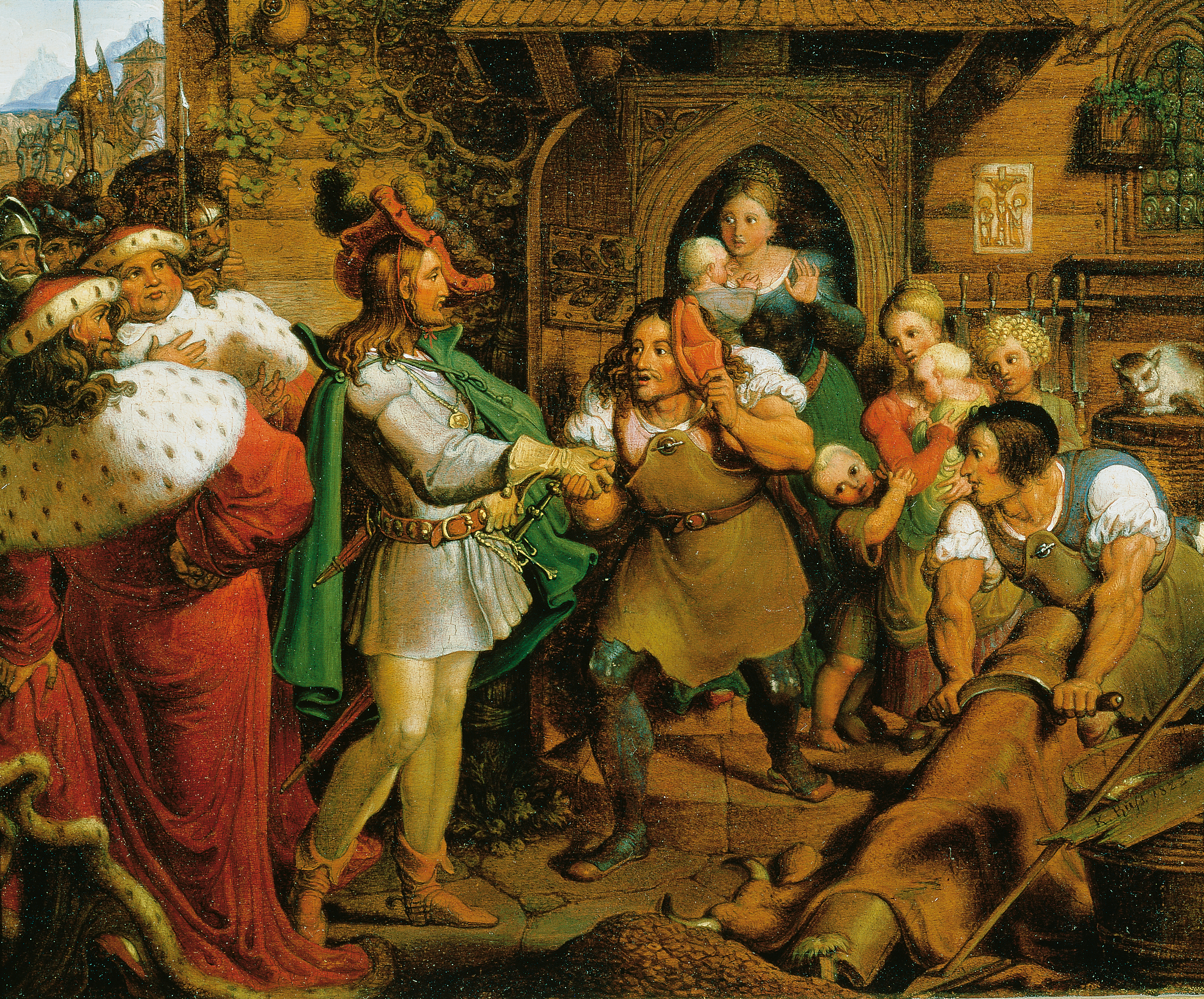
Kaiser Maximlian besucht die Handwerker, 1822, Belvedere, Wien

Karl Ruß, auch in der Schreibweise Russ (* 4. August 1779 in Wien; † 19. September 1843 ebenda), war ein österreichischer Maler der Biedermeier-Epoche.

## Leben
Karl Ruß studierte an der Wiener Akademie und malte überwiegend Szenen aus der Mythologie, der Antike und Darstellungen aus der österreichischen Geschichte. 1806 arbeitete er an der Innenausstattung der Albertina mit.
Ab 1810 war er Kammermaler Erzherzog Johanns und begleitete diesen bei Wanderungen durch die Steiermark, um das Land kennenzulernen und Motive für die von ihm verlangten Bilder zu finden. Johann beauftragte ihn, die Kleidung der einfachen Menschen am Lande mit ihren steirischen Trachten in einer Aquarellserie festzuhalten. Damit überlieferte Ruß der Nachwelt, was authentisch über Bekleidung und Tracht aus der Zeit zwischen 1810 und 1820 bekannt ist, von den Festtagsgewändern der Bürgersfrauen bis zum Gewand eines Bauernbuben. Im grundsätzlichen Werk über die steirischen Trachten, dem Steirischen Trachtenbuch des Volkskundlers Viktor von Geramb, sind viele der Darstellungen von Ruß enthalten.
Ruß war ab 1818 zweiter, ab 1821 erster Kustos der k.k. Gemäldegalerie im Schloss Belvedere.

## Anerkennungen
- 1927 wurde der Rußweg in Wien-Hietzing nach ihm und seinem Sohn Leander Russ benannt.

## Werke
- Lünettenbild Gottvater als Weltenschöpfer und zwei Tafelbilder Taufe Christi und Maria Immaculata in der Pfarrkirche Thernberg